# ایلدرجین
ایلدرجین، روستایی از توابع بخش آبگرم شهرستان آوج در استان قزوین ایران است.

## مسیر
برای ورود به این روستا باید از آبگرم به سمت روستای ساغران علیا و جاده ایلدرجین عبور کرد.

## رودخانه
یک رودخانه نسبتاً بزرگ در نزدیکی این روستا به نام سیل قرار دارد. به نظر می رسد دلیل نام گذاری این رود به خاطر سیلی هست که سال ها پیش در این روستا آمده و این سیل از بالای روستا به پایین روستا و این رود رسیده است. به گفته ساکنان این روستا این سیل باعث ایجاد خسارات زیادی در روستا شده است. همچنین این سیل باعث تخریب جاده های بین باغ های این روستا شده است.

## آب و هوا
این روستا به دلیل قرارگیری در مناطق کوهستانی در اکثر مواقع سال سرد و خنک است. بهار این روستا شب های سرد و روز های خنک و معتدل دارد. تابستان این روستا هم شب های خنک و روز های گرم و معتدل دارد. پاییز این روستا دارای شب و روز های سرد و خنک است و زمستان این روستا هم بسیار سرد می باشد.

## امکانات
مسجد: دارد
مسیر آسفالت شده: دارد
مغازه: ندارد
دسترسی به اینترنت: دارد. دارای اینترنت ۳جی و ۴جی
برق: دارد
لوله کشی آب شرب: دارد
لوله کشی گاز: دارد

## جمعیت
این روستا در دهستان خرقان شرقی قرار دارد و براساس سرشماری مرکز آمار ایران در سال ۱۳۹۵، جمعیت آن ۱۹۸ نفر بوده است. اما به دلیل شهرنشینی و خروج جمعیت از این روستا جمعیت واقعی چنین نیست و در واقع فقط برای برخی تعطیلات، اعضای این روستا به اینجا سفر می کنند.